# Tamza
Tamza est une commune de la wilaya de Khenchela en Algérie.